# Alfa Romeo Giulia (1962)
Alfa Romeo Giulia je název tří přímo nesouvisejících řad modelů od italského výrobce automobilů Alfa Romeo.
- Alfa Romeo Giulia (typ 105) je řada sportovních čtyřdveřových kompaktních výkonných vozů (převážně sedanů) vyráběných od roku 1962 do roku 1978, které jsou popsané v tomto článku.
- Alfa Romeo Spider, Sprint a Sprint Speciale je trojice sportovních dvoudveřových modelů, které jsou krátce také popsány níže a modely Alfa Romeo (Giulietta/Giulia) Sprint Speciale rovněž v samostatném článku.
- Alfa Romeo Giulia (typ 952) je čtyřdveřový sedan střední třídy (segment D), vyráběný od roku 2016 (někdy je označován i rokem 2015: např. kategorie Wikimedia Commons, podle toho kdy byl prvně představen).

## Alfa Romeo Giulia (typ 105)
Alfa Romeo Giulia (typ 105) je automobil střední třídy, který v letech 1962 až 1978 vyráběla italská automobilka Alfa Romeo. Předchůdcem byl model Alfa Romeo Giulietta z roku 1954 a vystřídal ho stejně nazvaný model Alfa Romeo Giulietta z roku 1977, který byl proto pro odlišení někdy nazýván Nuova Giulietta.
Motor byl upraven z typu Giulietta. Kromě obyčejných rodinných vozů se vyráběl i jako výkonný sportovní vůz pro závody. Maximální rychlost byla podle verze kolem 170 km/h. V roce 1964 byly do výbavy přidány kotoučové brzdy.
Automobilka Alfa Romeo byl jedním z prvních výrobců, který vybavil relativně lehký (cca 1000 kg) čtyřdveřový vůz určený pro hromadnou výrobu poměrně výkonným motorem. Čtyřválcový motor byl podobný jako ve starším modelu řady Giulietta (750/101), měl dvojitou vačkovou hřídel z lehké slitiny a byl k dispozici v provedeních s objemem 1290 cm³ a 1670 cm³. Různé kombinace karburátorů a naladění poskytovaly výkony od 80 do 110 koní (55 až 75 kW), ve většině případů spojených s pětistupňovou manuální převodovkou (Alfa Romeo Giulia 1300 měla čtyřstupňovou převodovku).
Sedany Alfa Romeo Giulia byly známé svou živostí a působivým zrychlením ve srovnání s jinými sedany té doby. Populární verze Super s dvojitým karburátorem o objemu 1,6 litru měla maximální rychlost 170 km/h a zrychlení z 0 na 100 km/h přibližně za 12 sekund. Všechny modely Alfa Romeo Giulia byly původně vybaveny pneumatikami Pirelli Cinturato 165HR14 (CA67) nebo pneumatikami Pirelli Cinturato 155HR15 (CA67).
V případě sedanu šlo o sedan se stupňovitou zádí (notchback). Využití aerodynamického tunelu během vývoje vedlo k velmi dobrému aerodynamickému tvaru, takže vůz měl koeficient aerodynamického odporu Cd = 0,34, což byla velmi nízká hodnota na sedany té doby.

### Modely Alfa Romeo Giulia
Všechny níže uvedené moduly byly vyráběny jako čtyřdveřové sedany, některé též v provedení kombi (v italštině označovány jako Giardiniera).
- Alfa Romeo Giulia TI
- Alfa Romeo Giulia TI Super
- Alfa Romeo Giulia 1300
- Alfa Romeo Giulia Super
- Alfa Romeo Giulia 1300 ti
- Alfa Romeo Giulia 1600 S
- Alfa Romeo Giulia 1300 Super
- Alfa Romeo Giulia Super 1.3
- Alfa Romeo Giulia Super 1.6
- Alfa Romeo 1600 Rallye
- Alfa Romeo Giulia Nuova Super

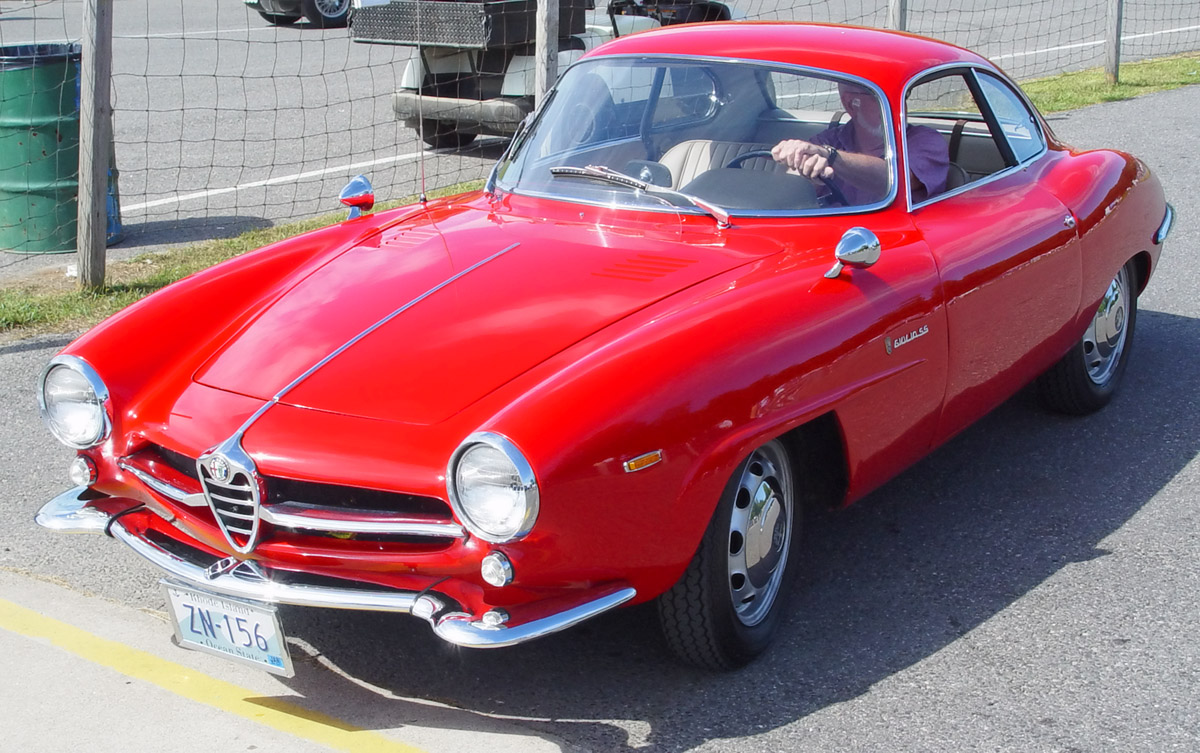
Alfa Romeo Giulia Sprint Speciale

- Alfa Romeo Giulia Nuova Super Diesel

## Giulia Spider, Sprint a Sprint Speciale

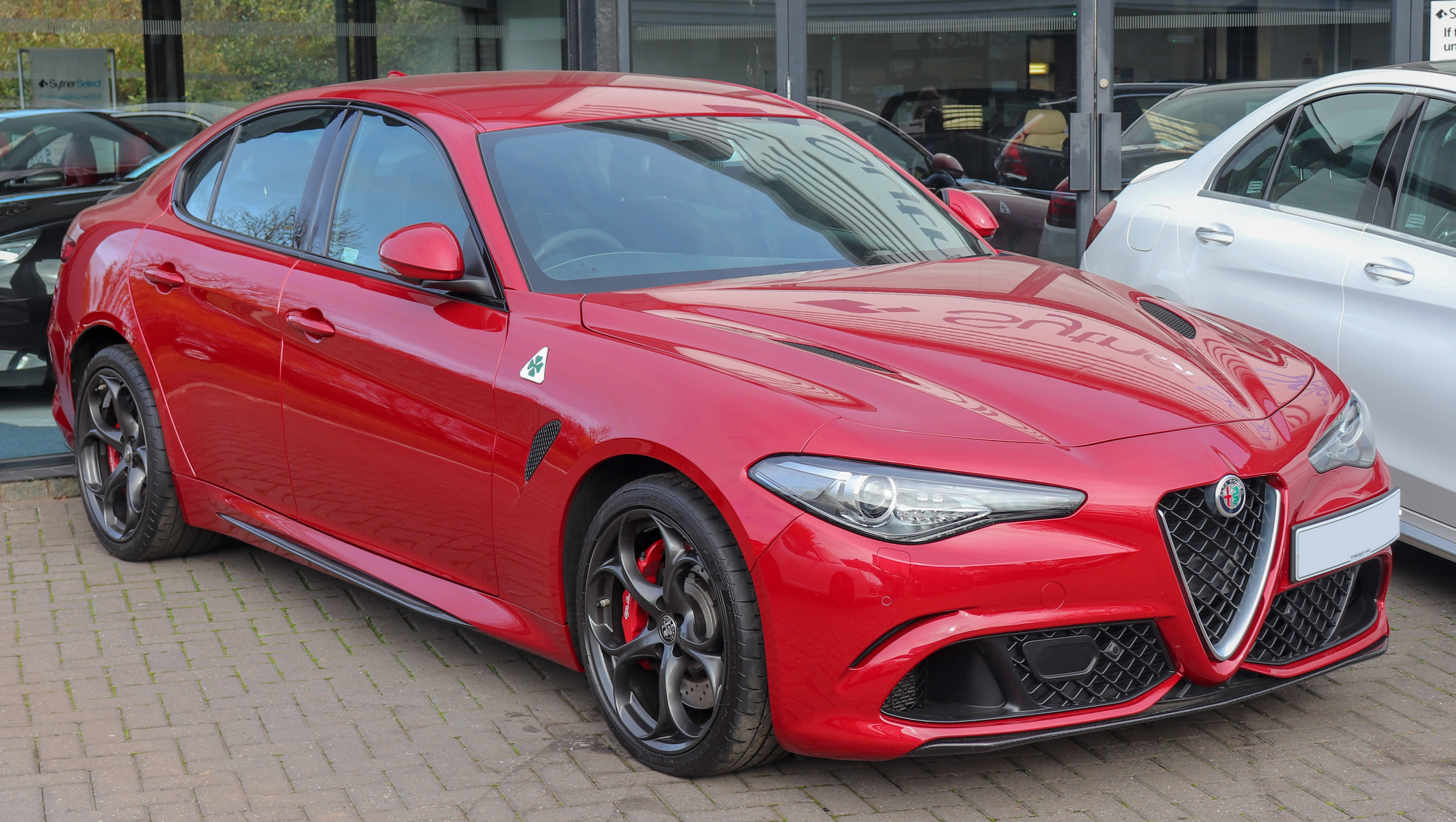
Nová Alfa Romeo Giulia (vyráběná od roku 2016)

Tři modely Alfa Romeo Giulia Spider, Giulia Sprint a Giulia Sprint Speciale byly uvedeny na trh v roce 1962 spolu se základním modelem Alfa Romeo Giulia, čtyřdvéřovým sedanem. Nebyly však odvozeny z tohoto sedanu, ale šlo o aktualizované modely starší Alfa Romeo Giulietty (typ 101), nyní s motorem 1,6 litru místo původního 1,3 litru. Pouze kupé Alfa Romeo Giulia Sprint bylo po krátkou dobu nabízeno také ve verzi s 1,3 litrovým motorem jako Alfa Romeo Giulia Sprint 1300: v podstatě šlo o model Alfa Romeo Giulietta Sprint pod jiným jménem.
V případě modelu Spider jde o roadster, zatímco Sprint a Sprint Speciale jsou dvoudvéřová kupé. Ve srovnání se základním modelem (sedanem), který se vyráběl až do roku 1978, se tyto modely vyráběly jen krátce. Většina variant se přestala vyrábět již v roce 1964, model Sprint Speciale pokračoval do roku 1966.

## Alfa Romeo Giulia (typ 952)
Automobilka Alfa Romeo název Giulia „recyklovala“ v roce 2015, kdy 24. června 2015 v Museo Storico Alfa Romeo v Arese představila zcela nový model Alfa Romeo Giulia (typ 952). Tento čtyřdveřový sedan střední třídy je jako první model součástí revitalizačního plánu automobilky a znamená také návrat automobilky k pohonu zadních kol (volitelně též pohon všech kol). Tato nová Alfa Romeo Giulia se vyrábí od roku 2016 se zážehovými motory 2.0 a 2.9 a dieselovým motorem 2.2 a šestistupňovou manuální převodovkou nebo osmistupňovým automatem.
Nová Alfa Romeo Giulia tak doplnila „sesterský“ menší model (sedan nižší střední třídy) Alfa Romeo Giulietta (typ 940) vyráběný již od roku 2010, kde byl rovněž znovu použit starší název modelu. Názvy modelů nižší střední a střední třídy (Giulietta a Giulia) na sebe nyní logicky navazují, protože Giulietta je v italštině zdrobnělina jména Giulia.

## Fotogalerie

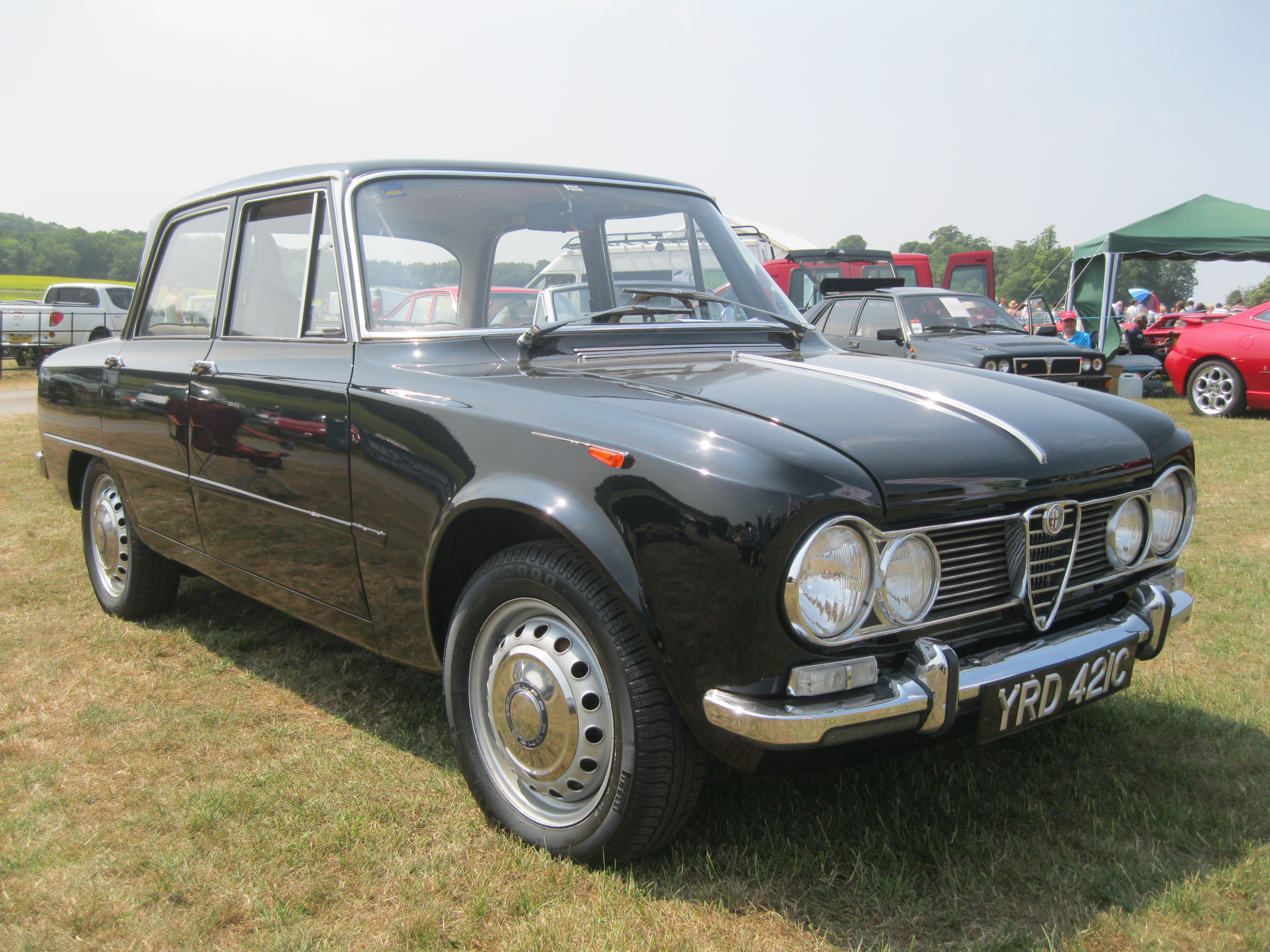
1965 Alfa Romeo Giulia TI
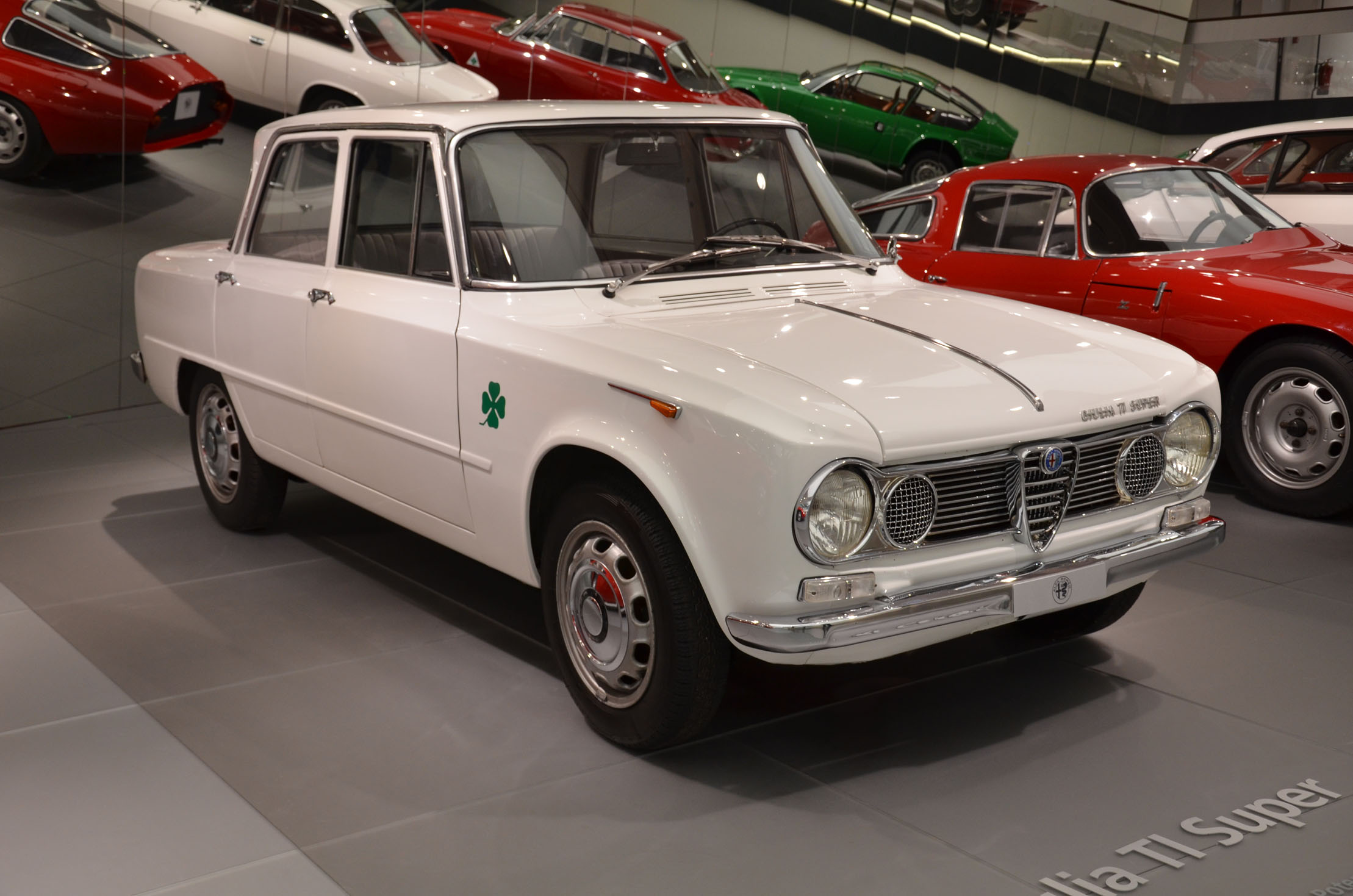
Alfa Romeo Giulia TI Super (Alfa Romeo Museum)
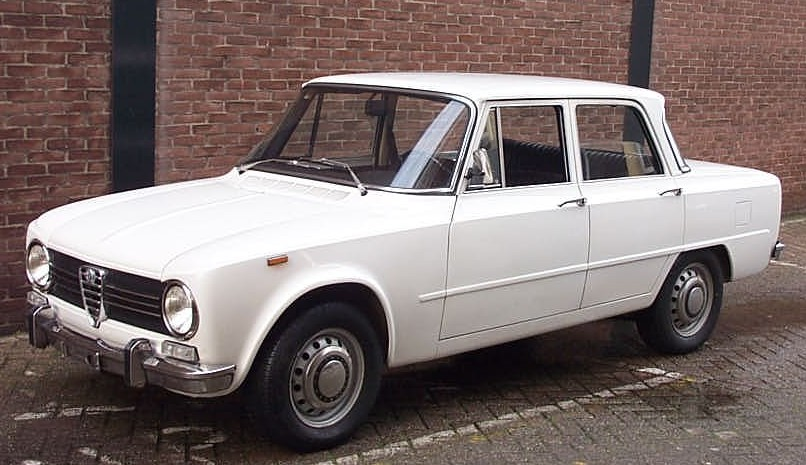
Alfa Romeo Super 1300
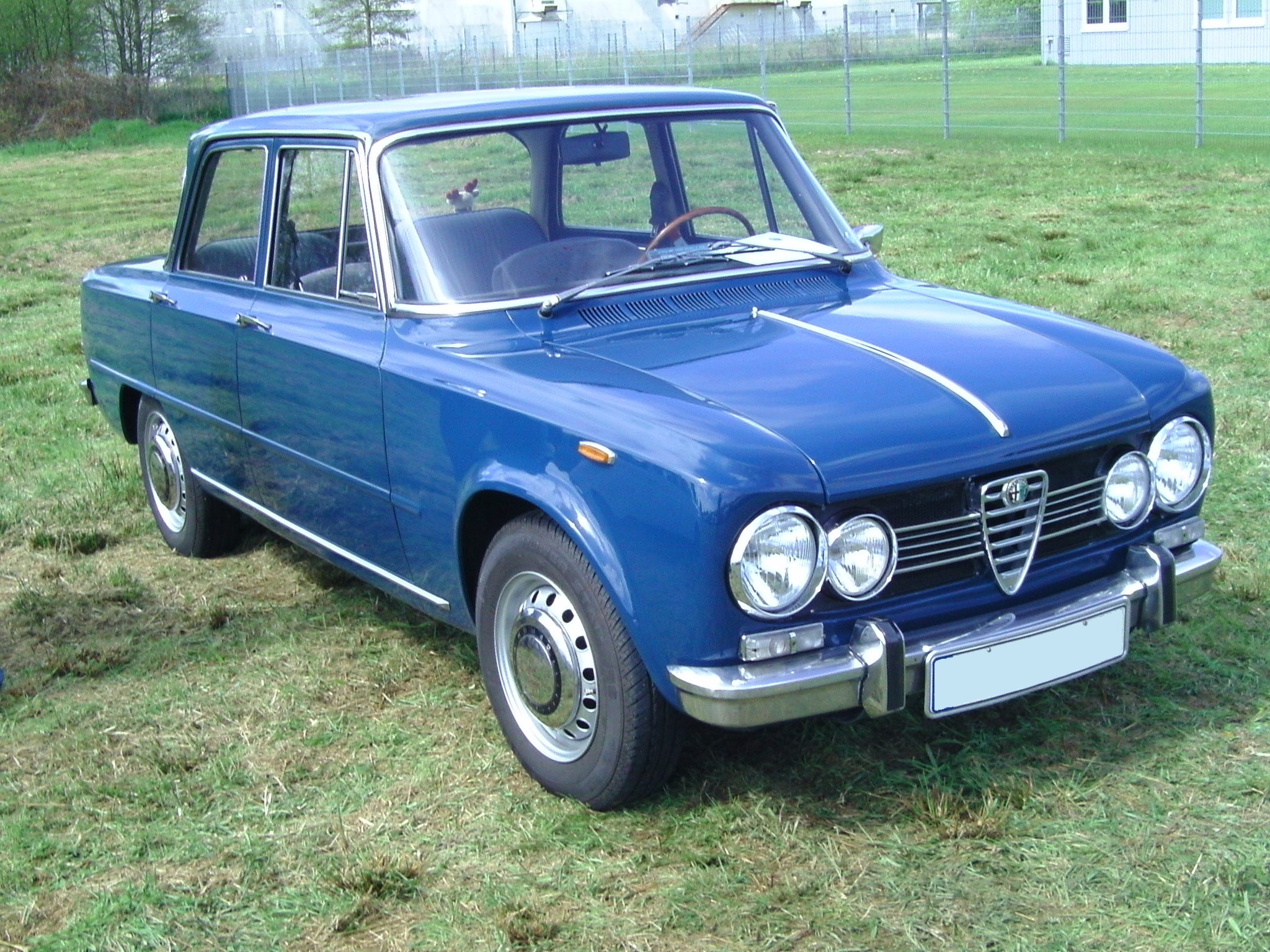
Alfa Romeo Super
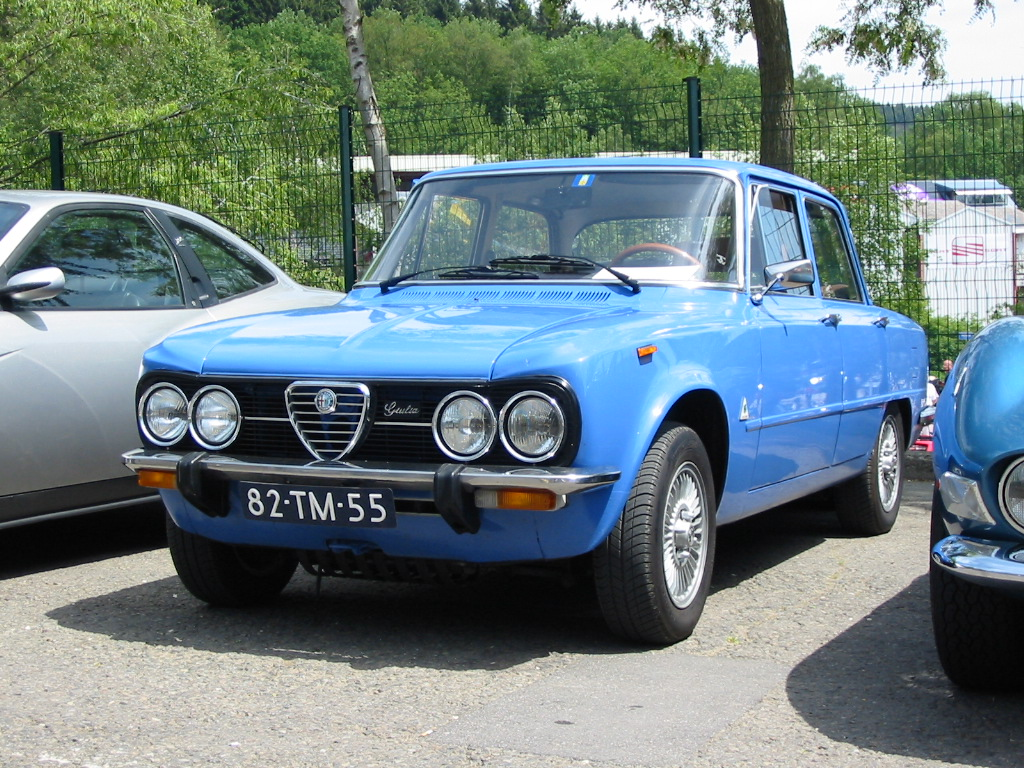
Alfa Romeo Giulia Nuova Super (1974)